# Костянтин Хабалашвілі
Костянтин Хабалашвілі (груз. კონსტანტინ ხაბალაშვილი; нар. 7 травня 1992) — грузинський борець вільного стилю, бронзовий призер чемпіонату Європи.

## Життєпис
Боротьбою почав займатися з 2001 року. У 2009 році став срібним призером чемпіонату Європи серед кадетів. У 2012 році здобув срібну медаль чемпіонату світу серед юніорів.
Виступав за борцівський клуб спортивної школи Горі. Чемпіон Грузії 2013 року. Тренер — Нугзар Схірелі (з 2001).

## Спортивні результати на міжнародних змаганнях

### Виступи на Чемпіонатах Європи
| Змагання                         | Збірна | Вагова категорія          | Місце  |
| -------------------------------- | ------ | ------------------------- | ------ |
| Чемпіонат Європи з боротьби 2013 | Грузія | вільна боротьба, до 66 кг | 8      |
| Чемпіонат Європи з боротьби 2014 | Грузія | вільна боротьба, до 65 кг | Бронза |

### Виступи на Кубках світу
| Змагання                    | Збірна | Вагова категорія          | Місце |
| --------------------------- | ------ | ------------------------- | ----- |
| Кубок світу з боротьби 2017 | Грузія | вільна боротьба, до 70 кг | 7     |

### Виступи на інших змаганнях
| Змагання                                     | Збірна | Вагова категорія          | Місце  |
| -------------------------------------------- | ------ | ------------------------- | ------ |
| Золотий Гран-прі з боротьби 2010 (Тбілісі)   | Грузія | вільна боротьба, до 66 кг | 11     |
| Вогні Москви 2012                            | Грузія | вільна боротьба, до 66 кг | 4      |
| Турнір Яшара Догу 2013                       | Грузія | вільна боротьба, до 66 кг | 19     |
| Кубок Тахті 2014                             | Грузія | вільна боротьба, до 65 кг | Срібло |
| Турнір Степана Саргісяна 2014                | Грузія | вільна боротьба, до 65 кг | Золото |
| Henri Deglane Challenge 2014                 | Грузія | вільна боротьба, до 74 кг | 8      |
| Кубок Тахті 2015                             | Грузія | вільна боротьба, до 65 кг | 19     |
| Турнір Олександра Медведя 2015               | Грузія | вільна боротьба, до 65 кг | 9      |
| Турнір Алі Алієва 2015                       | Грузія | вільна боротьба, до 70 кг | 19     |
| Кубок Алроси 2015                            | Грузія | вільна боротьба, до 65 кг | Бронза |
| Міжнародний турнір Дінмухамеда Кунаєва 2015  | Грузія | вільна боротьба, до 65 кг | Срібло |
| Турнір Олександра Медведя 2016               | Грузія | вільна боротьба, до 65 кг | 5      |
| Кубок Європейських націй з боротьби 2016     | Грузія | команда                   | Золото |
| Міжнародний турнір Дінмухамеда Кунаєва 2016  | Грузія | вільна боротьба, до 65 кг | Срібло |
| Турнір Степана Саргісяна 2017                | Грузія | вільна боротьба, до 70 кг | Срібло |
| Київський Міжнародний турнір з боротьби 2018 | Грузія | вільна боротьба, до 70 кг | 9      |
| Турнір Г. Картозія і В. Балавадзе 2018       | Грузія | вільна боротьба, до 70 кг | 5      |
| Турнір Дмитра Коркіна 2018                   | Грузія | вільна боротьба, до 70 кг | 7      |
| Турнір Аланії з боротьби 2018                | Грузія | вільна боротьба, до 70 кг | 20     |
| Турнір Г. Картозія і В. Балавадзе 2019       | Грузія | вільна боротьба, до 70 кг | Срібло |

### Виступи на змаганнях молодших вікових груп
| Змагання                                       | Збірна | Вагова категорія          | Місце  |
| ---------------------------------------------- | ------ | ------------------------- | ------ |
| Чемпіонат Європи з боротьби серед кадетів 2009 | Грузія | вільна боротьба, до 63 кг | Срібло |
| Чемпіонат Європи з боротьби серед юніорів 2012 | Грузія | вільна боротьба, до 66 кг | 5      |
| Чемпіонат світу з боротьби серед юніорів 2012  | Грузія | вільна боротьба, до 66 кг | Срібло |